# Eotvos
Pour les articles homonymes, voir Eötvös.
L'eotvos (ou eötvös), nommé d'après le physicien hongrois Loránd Eötvös, est une ancienne unité de gradient d'accélération (accélération par unité de longueur, homogène à l'inverse du carré d'un temps). Son symbole était E, désormais réservé au préfixe SI exa.
L'eotvos est défini comme le milliardième de gal par centimètre (10−9 Gal/cm), le gal étant l'unité CGS d'accélération (1 Gal = 1 cm/s2). L'équivalent SI de l'eotvos est 10−9 s−2.